# Détective Conan : Décompte aux cieux
Détective Conan : Décompte aux cieux (名探偵コナン 天国へのカウントダウン, Meitantei Konan: Tengoku he no Kauntodaun) est un film d'animation japonais réalisé par Kenji Kodama, sorti en 2001.
Il s'agit du cinquième film tiré du manga Détective Conan.

## Synopsis
Conan, Agasa, Ran, Sonoko, Kogoro et les détectives boys sont invités dans les tours Tokiwa, des tours faisant partie des plus grandes du Japon, grâce à Mlle Tokiwa, une amie d'université de Kogoro. Mais dans la nuit, l'une des personnes qu'ils ont rencontrées est assassiné, et un mystérieux objet est retrouvé près de son cadavre. Les DB veulent mener l'enquête, mais ils découvrent un 2e cadavre ! Qui est l'assassin ? Pourquoi Ai se conduit-elle si bizarrement ? Que faisaient les hommes en noir près des tours ? Conan résoudra-t-il ces mystères lors d'une réception organisé aux tours ? 

## Fiche technique
- Titre original : Meitantei Conan: Tengoku he no Countdown (名探偵コナン 天国へのカウントダウン?)
- Titre français : Détective Conan : Décompte aux cieux
- Société de production : Tokyo Movie Shinsha
- Durée : 99 minutes
- Dates de sortie : 
  - Japon : le 21 avril 2001 en salles japonaises
  - France : le 8 avril 2009 chez l'éditeur DVD Kazé